# YZ Водолея
YZ Водолея (лат. YZ Aquarii) — одиночная переменная звезда в созвездии Водолея на расстоянии (вычисленном из значения параллакса) приблизительно 8565 световых лет (около 2626 парсеков) от Солнца. Видимая звёздная величина звезды — от +13,1m до +11,98m.

## Характеристики
YZ Водолея — жёлто-белая пульсирующая переменная звезда типа RR Лиры (RRAB) спектрального класса F. Эффективная температура — около 6722 К.